# Ане Провост
Ане Провост (на нидерландски: Anne Provoost) е фламандска писателка.

## Биография и творчество
Родена е на 26 юли 1964 година в Поперинге. Завършва немска филология в Льовенския католически университет, след което живее известно време в Минеаполис, като през този период започва да публикува в белгийски и американски детски списания и пише първия си роман „Mijn tante is een grindewal“ (1990). След успеха на романа „Vallen“ (1994) се занимава изцяло с литература.